# راسيل كامبل
راسيل كامبل (بالإنجليزية: Russ Campbell)‏ هو لاعب كرة قدم أمريكية أمريكي، ولد في 2 أبريل 1969 في كولومبوس في الولايات المتحدة.

## وصلات خارجية
- راسيل كامبل على موقع مرجع كرة القدم المحترفة.كوم (الإنجليزية)
- راسيل كامبل على موقع JustSportsStats.com (الإنجليزية)
- راسيل كامبل على موقع كلية كرة القدم في سبورتس رفرنس.كوم (الإنجليزية)